# 19 Pułk Piechoty Odsieczy Lwowa
19 Pułk Piechoty Odsieczy Lwowa (19 pp) – oddział piechoty Wojska Polskiego II RP.
Od 27 lutego 1921 pułk stacjonował w garnizonie Lwów na Cytadeli, a batalion zapasowy w Brzeżanach, na terenie Okręgu Korpusu Nr VI. W latach 1919–1939 jednostka wchodziła w skład 5 Dywizji Piechoty. W latach 1919–1926 święto pułku obchodzono 28 grudnia, w rocznicę przybycia odsieczy do Lwowa, a od 1927 w dniu 1 czerwca.
W kampanii wrześniowej 1939 oddział walczył w składzie Armii „Pomorze”.

## Formowanie i zmiany organizacyjne
Utworzony w listopadzie 1918 roku Warszawski Komitet Obrony Lwowa pod przewodnictwem Antoniego Osuchowskiego, oprócz niesienia pomocy mieszkańcom, w swoich odezwach nawoływał do zorganizowania odsieczy Lwowa. Realizacji tego hasła podjął się pułkownik Stanisław Skrzyński, który za zgodą Naczelnego Wodza Józefa Piłsudskiego 19 listopada 1918 roku przystąpił do organizacji „Ochotniczego Oddziału Odsieczy Lwowa”. Z kilkuset ochotników tworzy I Warszawski Batalion Ochotniczego Oddziału Odsieczy Lwowa, na którego czele stanął kpt. Antoni Olkowski. Był to zawiązek pułku.
Batalion, jeszcze bez broni, zostaje 7 grudnia przeniesiony do Zegrza a dalej do Lublina i Przemyśla, gdzie zostaje uzbrojony. Wobec zagrożenia Lwowa, 23 grudnia, batalion w składzie 27 oficerów i 303 szeregowych, przez Gródek Jagielloński, Lubień Wielki, Zimną Wodę w dniu 28 grudnia dotarł do jego granic, witany owacyjnie przez ludność. Swoim działaniem zrobił wyłom w pierścieniu wojsk ukraińskich otaczających miasto. Przez kolejne kilka dni odpierał ataki nieprzyjaciela, po czym 6 stycznia 1919 zdobył Rzęsę Ruską i Kozice oraz dworzec kolejowy w Mszanie. Energicznym uderzeniem 14 stycznia zdobywa wieś Bartatów kluczowy punkt, z którego Ukraińcy prowadzili natarcia. Walki te prowadzone bez wsparcia artylerii przeciw kilkakrotnie silniejszemu nieprzyjacielowi przyniosły batalionowi sławę i przydomek Orlęta. W chwili gdy ważyły się losy Lwowa i wojny polsko-ukraińskiej przyczynił się on bezpośrednio do utrzymania Gródka Jagiellońskiego, na który w marcu Ukraińcy skierowali główne natarcie, jako na filar obrony Lwowa. Za te walki Warszawski Batalion otrzymał w rozkazie Naczelnego Wodza pochwałę i wyrazy uznania. W tym czasie przybył uformowany w Warszawie II Batalion Ochotniczego Oddziału Odsieczy Lwowa pod dowództwem kpt. Ludwika Szymana, który swój chrzest bojowy przeszedł w walkach w Sądowej Wiszni, Rodatyczach i Dołhomościskach oraz w działaniach w Księżym Moście i Boratynie.
4 kwietnia 1919 roku Minister Spraw Wojskowych generał porucznik Józef Leśniewski postanowił: „z pułku piechoty Grupy Skrzyńskiego zostaje utworzony 19 pp z numerem pułku 19 i przydomkiem «Odsieczy Lwowa»”. Jednocześnie dotychczasowy 19 Pułk Piechoty został przemianowany na 1 Pułk Strzelców Podhalańskich. Tym samym rozkazem dla Batalionu Zapasowego 19 Pułku Piechoty na stałe miejsce postoju został wyznaczony garnizon Zamość. Batalion podlegał dowódcy Okręgu Generalnego „Lublin”.
7 kwietnia 1919 roku Minister Spraw Wojskowych wydał rozkaz Dep.I. L. op. 328/4 „O stworzeniu pułku piechoty Nr 19 z przydomkiem Odsieczy Lwowa z dniem 15 kwietnia 1919”. Oddział powstał 12 kwietnia 1919 roku z połączenia dotychczasowych I i II batalionów z III batalionem, sformowanym w Radomiu.
19 kwietnia 1919 roku bój o rozległą wieś Stawczany. Walki te stały się pośrednią odsieczą Lwowa, ponieważ ze Stawczan, Czartowskiej Skały i Basiówki operowała dużego kalibru artyleria ukraińska, powodująca dezorganizację życia w mieście.
W grudniu 1919 batalion zapasowy pułku stacjonował w Gródku Jagiellońskim.

## Pułk w walce o granice

### Udział w wojnie polsko-ukraińskiej
W toku dalszych działań pododdziały pułku zajmują: Dąbrówkę, Obroszyn i Polankę. Od 16 maja, w pogoni za nieprzyjacielem, po sforsowaniu rzeki Zubrza, zajmują wsie: Nowosiółkę, Rakowiec, Podziemno, Suchodół, Łopuszno i Olchowiec. W dalszym ataku, forsując wezbraną rzekę Gniłą Lipę zdobywają Kleszczównę i Rudę, najsilniejszą linię oporu nieprzyjaciela. W rozkazie dowódcy grupy operacyjnej napisano:”… najgłębsze uznanie kpt. Żongołłowiczowi oraz wypróbowanym zawsze i śmiałym oddziałom 19-go pułku piechoty za ich niezrównaną brawurę… … oddziałom szturmującym Rohatyn, pomógł znakomicie dzielny, jak zawsze, 19-ty pułk piechoty, przedzierając się szybko przez lasy i opanowując błyskawicznie Gniłą Lipę i jej lewy brzeg…” Dalszy szlak bojowy pułku wiedzie przez: Rohatyn, Brzeżany, Narajów, i Szybalin, by 31 maja dotrzeć do Kozowej. Stąd już 1 czerwca ruszył na Tarnopol, do którego wkroczył późnym wieczorem tego samego dnia, zdobywając „po drodze” dwa pociągi prowiantowe i biorąc do niewoli 6. Brygadę Ukraińską a następnego dnia 10. Brygadę Ukraińską. Razem w ciągu tych dwóch dni pułk wziął do niewoli: 81 oficerów, około 4000 szeregowych, 69 karabinów maszynowych i ogromne tabory. Pułk ścigał dalej nieprzyjaciela w kierunku na Borki Wielkie i 7 czerwca osiągnął rzekę Zbrucz na odcinku Podwołoczyska – Grzymałów. Płk Władysław Sikorski, dowódca grupy operacyjnej, w rozkazie pochwalnym z 1 lipca napisał: „… 19-ty pułk piechoty zdobył sobie pierwszorzędne laury w majowej ofensywie polskiej i na drodze od Gródka Jagiellońskiego do Podwłoczysk, a przede wszystkim przy brawurowym wzięciu Tarnopola wespół z II/22 pułkiem piechoty”. Pod koniec maja 1919 przybył na front III batalion oraz dowódca pułku płk Adolf Dąbrowski, przywożąc ze sobą chorągiew i orkiestrę, ufundowaną przez Helenę Paderewską – żonę ówczesnego premiera Ignacego Jana Paderewskiego. Mimo odniesionego zwycięstwa pod Grzymałowem, na rozkaz dowódcy grupy operacyjnej, pułk wycofał się znad Zbrucza na linię rzeki Strypy pod Zborowem. W dalszym odwrocie stoczył zaciętą bitwę pod Pomorzanami gdzie, mimo całodziennej walki, musiał ustąpić przeważającej sile nieprzyjaciela.
Ostatecznie zagrodził drogę wojskom ukraińskim na linii rzeki Złota Lipa pod Szczepanówką i Plenikowem. Po 6-dniowych krwawych walkach, z przeważającymi siłami wroga, ostatecznie zajął pozycje nad rzeką 24 czerwca. Po odparciu kolejnych ataków nieprzyjaciela, 28 czerwca, nastąpił przełomowy moment w wojnie. Wojska ukraińskie przystąpiły do zmasowanego uderzenia w celu utorowania sobie drogi do Lwowa. Pułk, działający już w składzie 5 Dywizji Piechoty bierze udział w brawurowym odparciu natarcia. W pogoni za wrogiem zajął Złoczów oraz Serwery i 2 lipca obsadził były kordon austriacki na wschód od Podkamienia. Tu toczył potyczki z nowym wrogiem – luźnymi oddziałami sowieckimi. Następnie został skierowany do Czortkowa i Husiatyna gdzie 18 sierpnia obsadził linię rzeki Zbrucz w tym rejonie. Po dwóch miesiącach przebazował się do Wiśniowca skąd 18 listopada odszedł, jako odwód frontu galicyjskiego, do Tarnopola.

### Działania w wojnie polsko-bolszewickiej
Po okresie zimowym 1919 na 1920 spędzonym w Tarnopolu, w czasie którego uzupełniano stan osobowy pułku oraz prowadzono intensywne szkolenie żołnierzy, 18 lutego 1920 pułk skierowano do Podwołoczysk a następnie do Płoskirowa. W zwycięskich walkach pod Łysogórą i Latyczowem osiągnął linię rzeki Boh. Kolejne dni to odpieranie ataków nieprzyjaciela na Latyczów oraz Śniłówkę, Czereszenkę i Niżne. Postawa pułku zadecydowała o utrzymaniu linii frontu Nowokonstantynów – Latyczów – Dereźnia. Naczelny Wódz w depeszy L.1493/III z 25 lutego 1920 przesłał pułkowi specjalne wyrazy uznania. Jako wyróżnienie za męstwo pułk został wyznaczony do przeprowadzania akcji wypadowych, z zadaniem szerzenia paniki i popłochu na tyłach nieprzyjaciela. Z zadania tego wywiązał się wzorowo, przeprowadzając od 3 marca przez kolejne dni 11 wypadów, wszystkie zakończone sukcesem, wraz z najbardziej spektakularnym pod Wołkowińcami, podczas którego zdobył pociąg pancerny „Groza”. Punktami wypadowymi pułku były Latyczów i Dereźnia. Akcje te spowodowały popłoch w szeregach wroga i 13 kwietnia cofnął się on na linii działania pułku, co umożliwiło chwilowy odpoczynek żołnierzy. Już 26 kwietnia pododdziały wyruszyły z Latyczowa, zajęły Lityn, pod Mikulińcami rozbroiły II Brygadę Strzelców Siczowych i 3 maja zajęły Niemirów, stając na linii rzeki Boh koło miejscowości Bracław i Hajsyn. Po krótkim odpoczynku, 29 maja, w składzie 5 Dywizji Piechoty odjechał na front północny. Po drodze został zatrzymany w Koziatyniu, skąd podczas akcji na Gajczyce rozbił dwa pułki kawalerii 1. Armii Konnej Budionnego likwidując przerwę w linii frontu. Od 2 czerwca obsadził odcinek frontu: Bystrzyk – Babińce – Nowochwastów – Śnieżna – Ozierna – Samhorodek. Na tym odcinku o długości 20 km, 5 czerwca, bez odwodów i należytej łączności, przez 10 godzin wstrzymywał całą 1. Armię Konną Budionnego dysponującą samochodami pancernymi i artylerią. W walkach tych zginęło dziewięciu oficerów i 497 szeregowych, a pułk był zmuszony do odwrotu. Pomiędzy 25 a 30 czerwca, podczas odwrotu, staczał ciężkie boje nad rzekami Słucz i Horyń koło Zasławia. W końcu czerwca został przydzielony do X Brygady Piechoty, walczącej w składzie 18 Dywizji Piechoty. Od 6 do 26 lipca, na linii Białokrynica (rejon podhajecki) – Krzemieniec skutecznie bronił przed atakami trzech pułków sowieckich zajmowany odcinek. Z powodu przerwania linii frontu na sąsiednim odcinku nastąpił dalszy odwrót pułku w kierunku na Toporów, którą to miejscowość zdobył 30 lipca i w składzie dywizji zagrodził armii sowieckiej drogę na Lwów. W związku z natarciem 2 Armii od północy, pułk uderzył również w kierunku północnym organizując wyprawy na Łopatyn a następnie zajął Monastyrek Brodzki i Stanisławczyk i wespół z oddziałami 18 DP odrzucił dwie dywizje konnicy Budionnego za Styr. Po zaciętych walkach o Brody pomiędzy 3 a 9 sierpnia wycofał się do Podhorzyc. Wobec bezpośredniego zagrożenia Lwowa z północnego wschodu i równocześnie od południa został przetransportowany do miasta. Stąd prowadził wypady w kierunku na Strzeliska Nowe, Sokołówkę a w parę dni później, po przegrupowaniu, w kierunku na Lisko i Nowosiółki. Manewrem od północy, 30 sierpnia, zajął zachodnią część miasta Busk by przez kolejne dni do 9 września zdobyć całe miasto i skutecznie odpierać niezliczone natarcia dwóch dywizji (45 i 47) piechoty sowieckiej i brygady jazdy. Walki w rejonie Buska zadecydowały o losach Lwowa. Po ofensywie 3 Armii, 17 września, pułk ruszył za nieprzyjacielem, zdobył Ożydów i przez Brody, w dniu rozejmu (18 października 1920) wyparł nieprzyjaciela z Chmielnika i stanął na linii rozejmowej.
Po ponad miesięcznym wypoczynku 29 września żołnierze przekroczyli granicę polską w Łanowcach (powiat krzemieniecki) i 3 grudnia przybyli do Wiśniowca a następnie obsadzili kordon etapowy od Zborowa przez Złoczów do Żdżar (na północ od Sokala). W historycznym dla pułku dniu 27 lutego 1921 powrócił on do Lwowa i stanął w murach Cytadeli.

### Mapy walk pułku

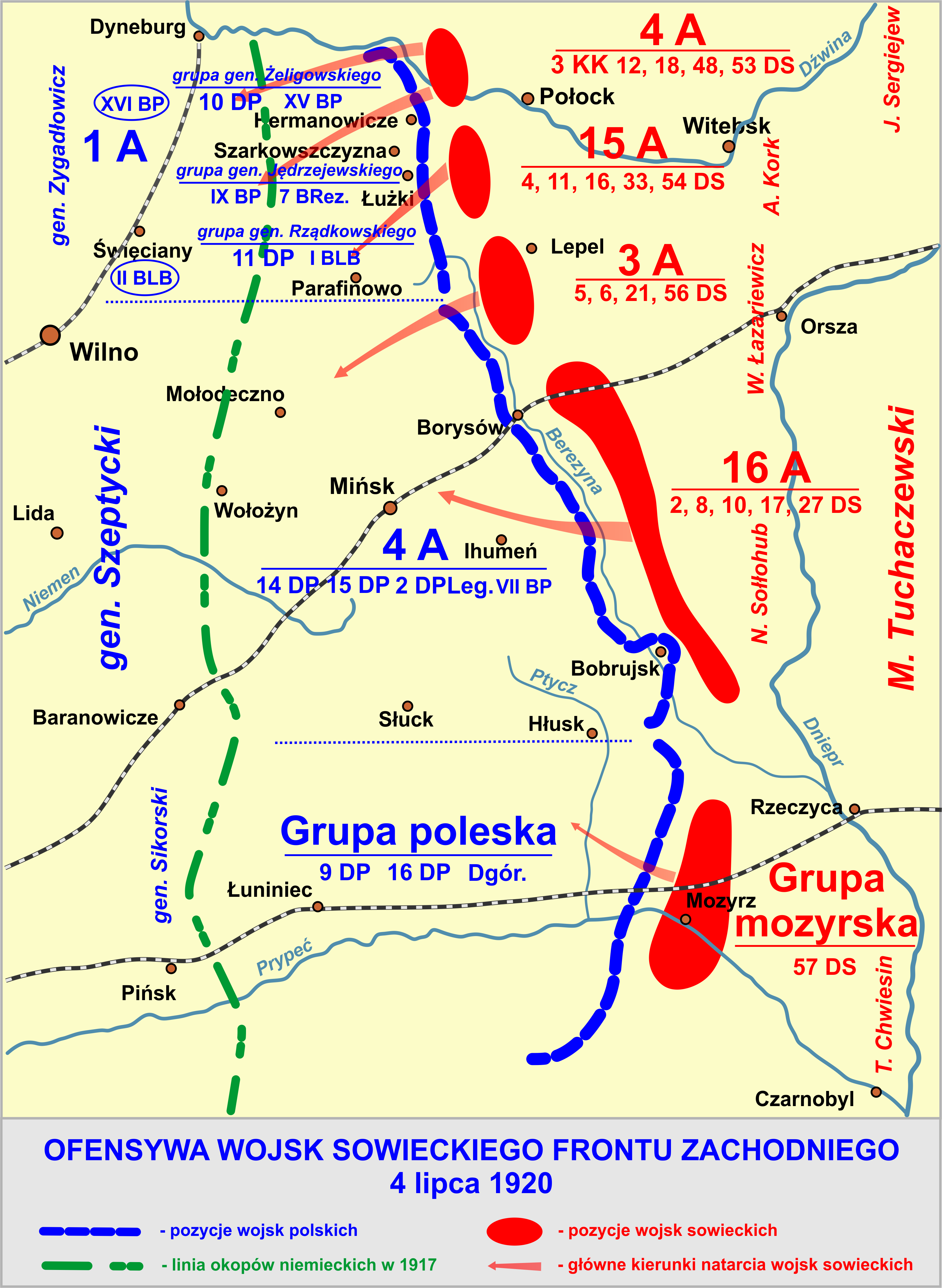
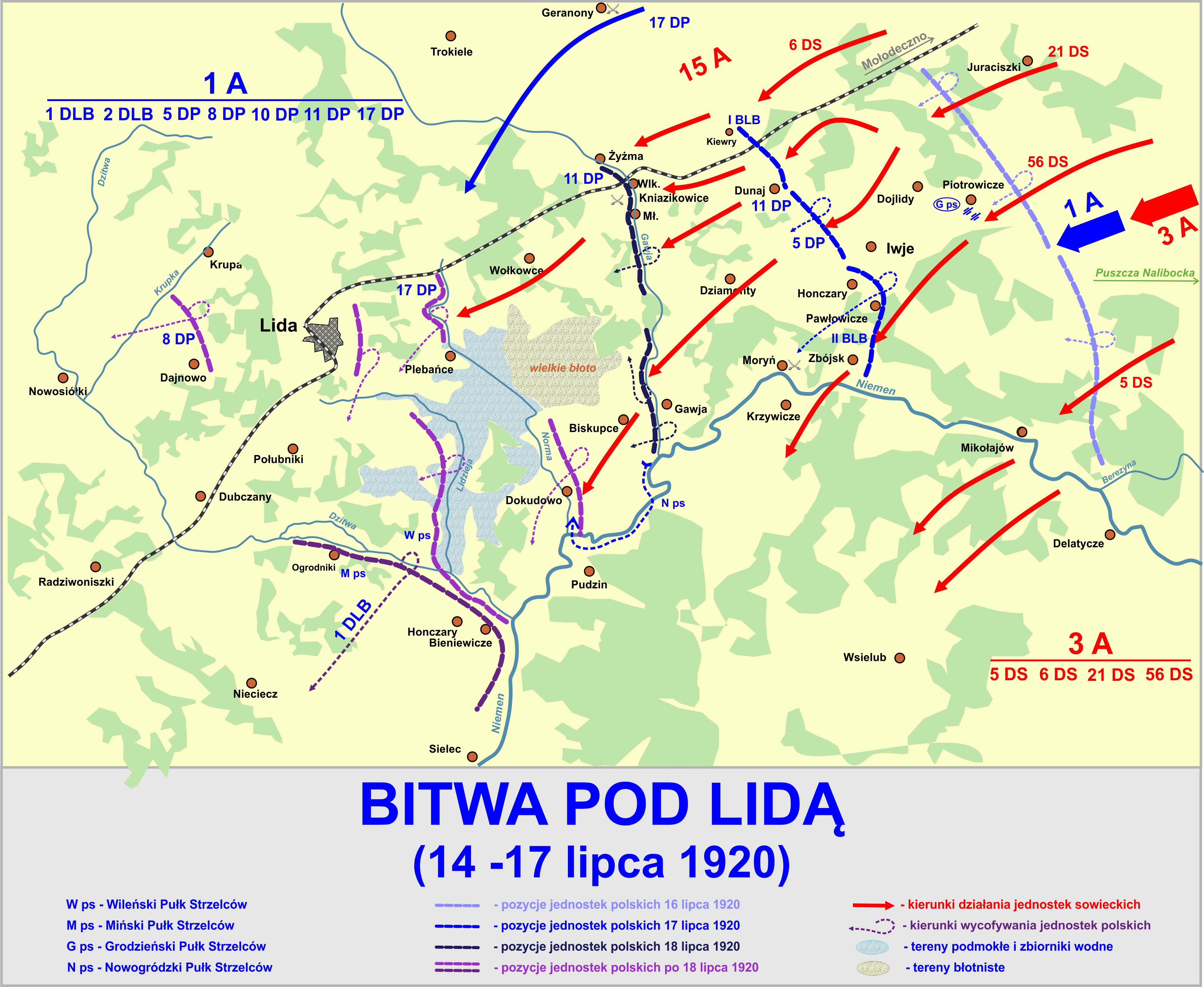
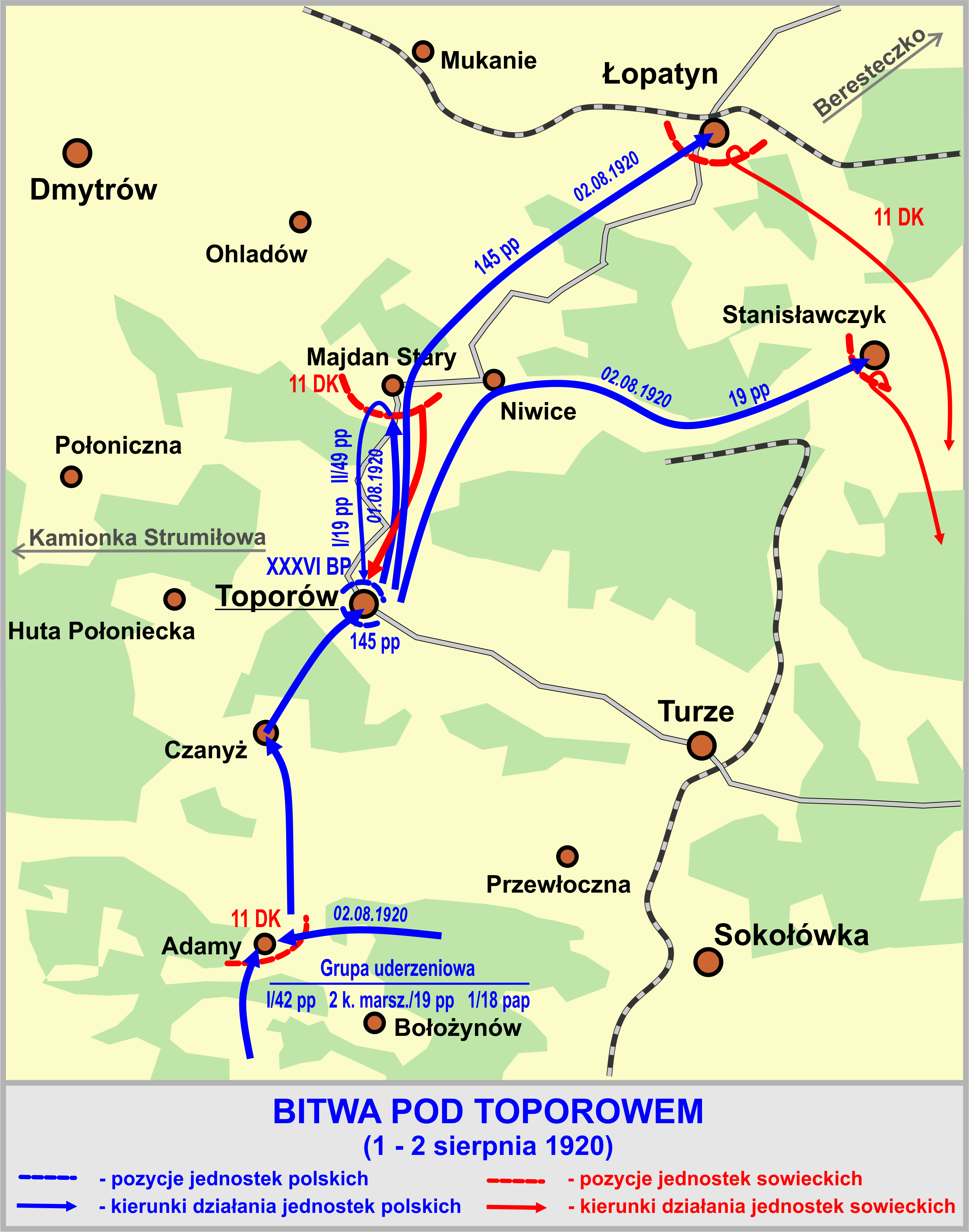
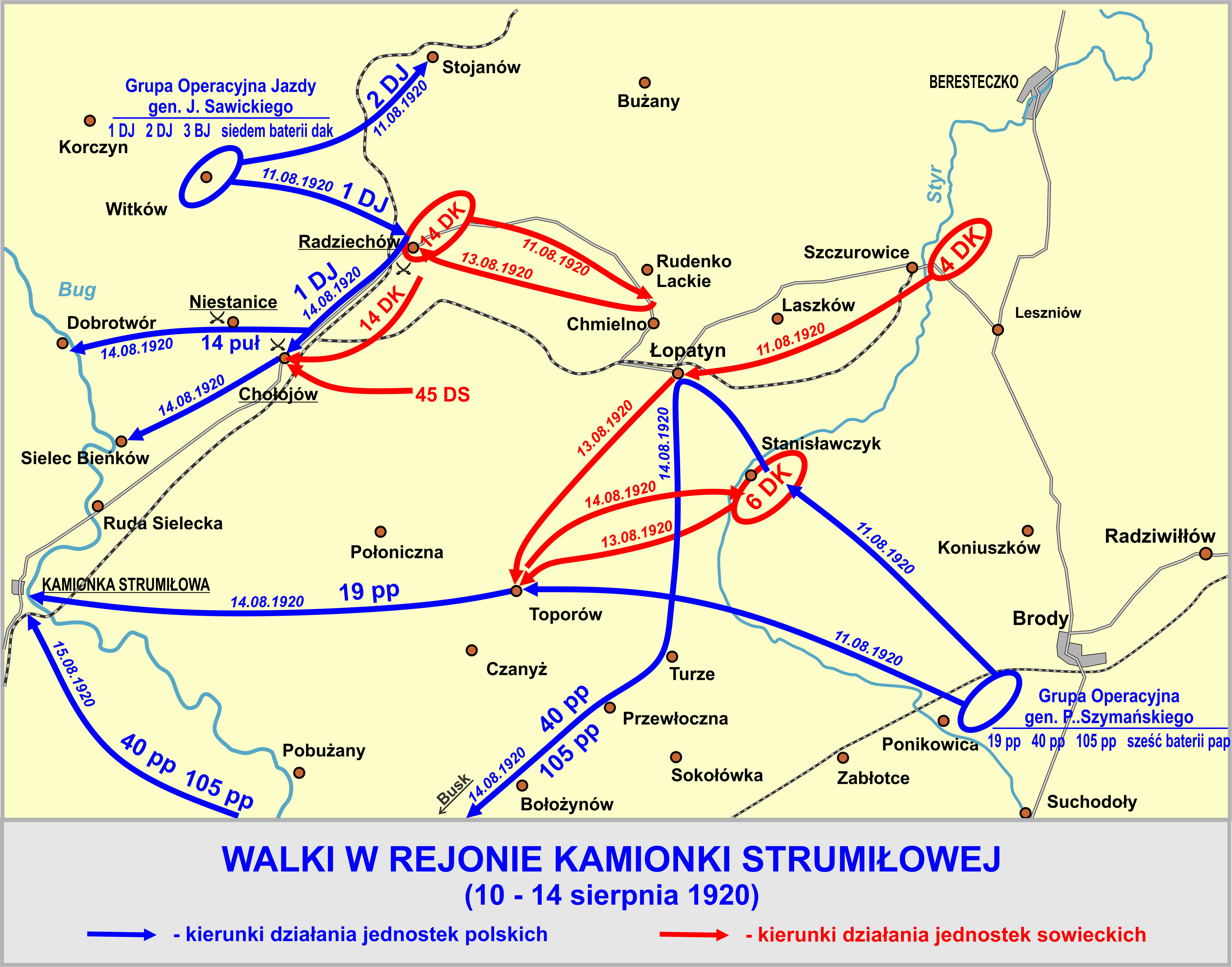

### Kawalerowie Virtuti Militari
| Żołnierze pułku odznaczeni Krzyżem Srebrnym Orderu Wojskowego Virtuti Militari za wojnę 1918–1920 | Żołnierze pułku odznaczeni Krzyżem Srebrnym Orderu Wojskowego Virtuti Militari za wojnę 1918–1920 | Żołnierze pułku odznaczeni Krzyżem Srebrnym Orderu Wojskowego Virtuti Militari za wojnę 1918–1920 |
| ------------------------------------------------------------------------------------------------- | ------------------------------------------------------------------------------------------------- | ------------------------------------------------------------------------------------------------- |
| kpt. Michał Bacewicz                                                                              | plut. Stanisław Berdziński                                                                        | sierż. Kazimierz Borkowski                                                                        |
| Jan Chrząszczewski-Trzaska                                                                        | kpr. Józef Chmieliński                                                                            | plut. Józef Chumko                                                                                |
| płk Adolf Dąbrowski                                                                               | por. Aleksander Delatkiewicz                                                                      | plut. Jan Głowa                                                                                   |
| por. Michał Hejnisz                                                                               | kpt. Antoni Hujda                                                                                 | kpt. Aleksander Kiszkowski                                                                        |
| kpt. Konstanty Lachowicz                                                                          | por. Stanisław Lisowski                                                                           | kpt. Mieczysław Łukoski                                                                           |
| sierż. Jerzy Maciejewski                                                                          | kpt. Justyn Mackiewicz                                                                            | sierż. Franciszek Magiera                                                                         |
| plut. Antoni Malinowski                                                                           | Walenty Mally                                                                                     | por. Marian Masternak                                                                             |
| szer. Józef Michalski                                                                             | sierż. Józef Misztak                                                                              | plut. Józef Młynarczyk                                                                            |
| kpr. Aleksander Pawlikowski                                                                       | por. Eugeniusz Piotrowski                                                                         | por. Stanisław Przybecki                                                                          |
| kpt. Franciszek Rodziewicz                                                                        | kpr. Jan Waljo                                                                                    | kpr. Józef Warych                                                                                 |
| mjr Eugeniusz Żongołłowicz                                                                        |                                                                                                   |                                                                                                   |

## Pułk w okresie pokoju

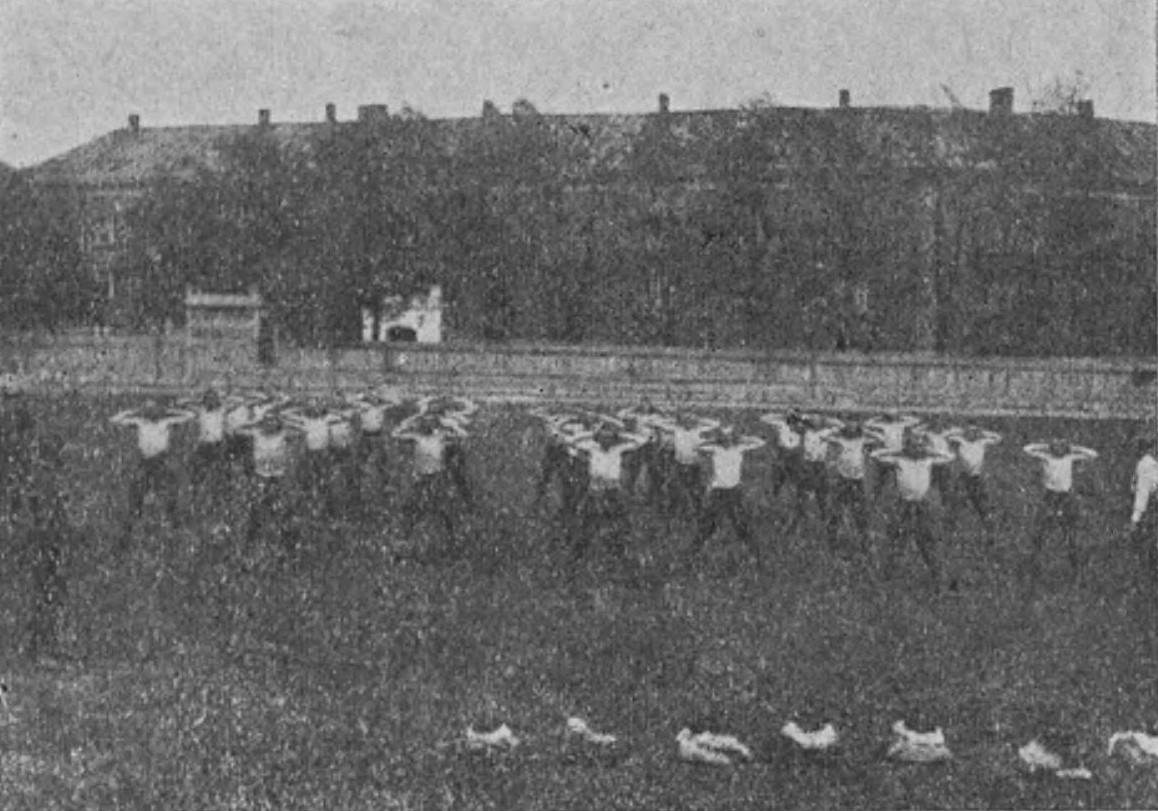
Poranna gimnastyka

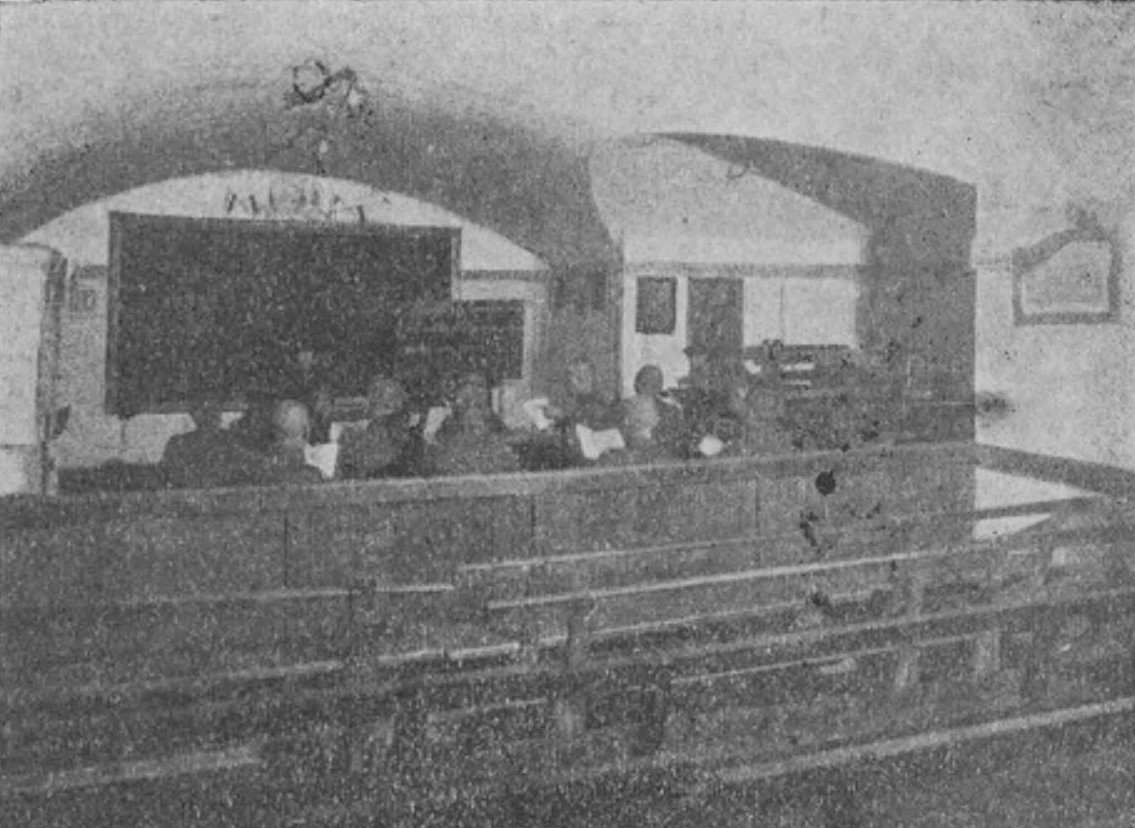
Przymusowe nauczanie

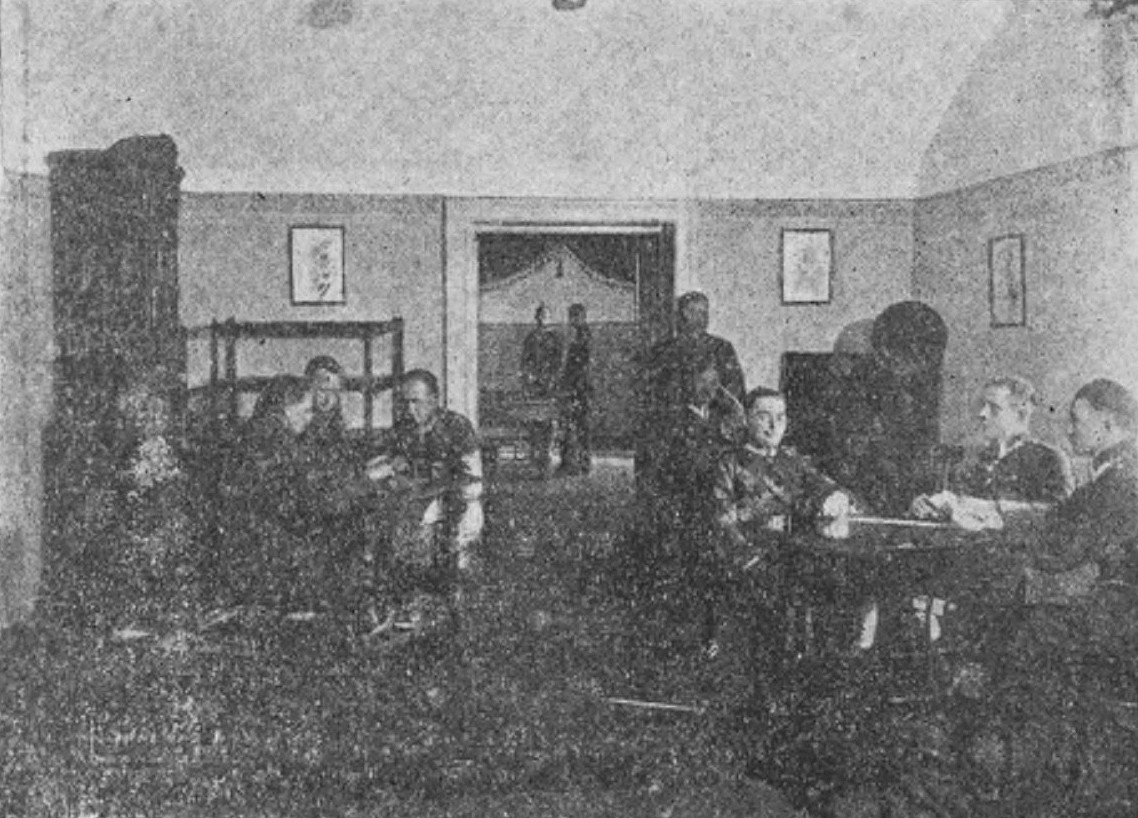
Kasyno oficerskie

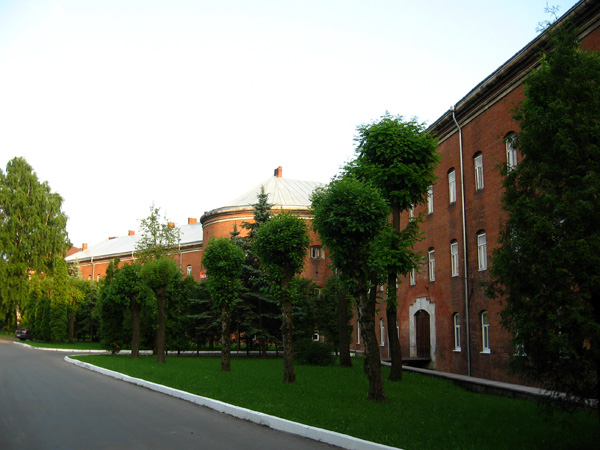
Cytadela we Lwowie – tu stacjonował pułk

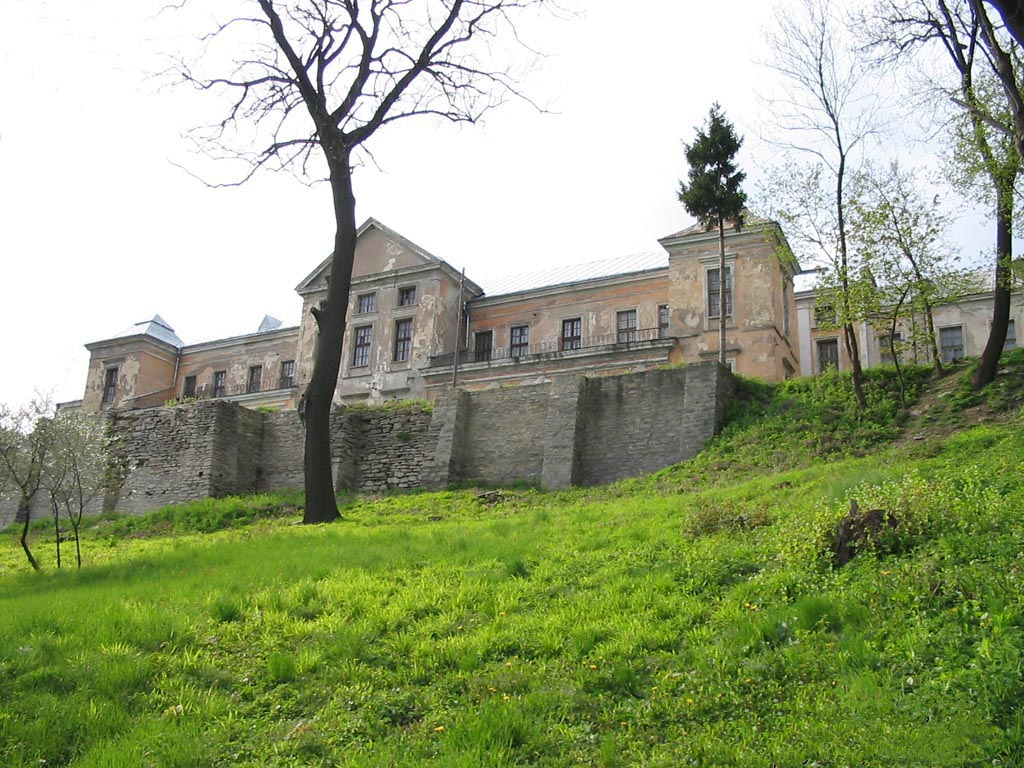
Wiśniowiec – w tym mieście stacjonował pułk w październiku 1919

W okresie międzywojennym 19 pułk piechoty stacjonował na terenie Okręgu Korpusu Nr VI w garnizonie Lwów na Cytadeli, a kadra batalionu zapasowego w Brzeżanach. Wchodził w skład 5 Dywizji Piechoty.
Na podstawie rozkazu wykonawczego Ministerstwa Spraw Wojskowych do Departamentu Piechoty o wprowadzeniu organizacji piechoty na stopie pokojowej PS 10-50 z 1930 roku, w Wojsku Polskim wprowadzono trzy typy pułków piechoty. 19 pułk piechoty zaliczony został do typu I pułków piechoty (tzw. „normalnych”). W każdym roku otrzymywał około 610 rekrutów. Stan osobowy pułku wynosił 56 oficerów oraz 1500 podoficerów i szeregowców. W okresie zimowym posiadał batalion starszego rocznika, batalion szkolny i skadrowany, w okresie letnim zaś batalion starszego rocznika i dwa bataliony poborowych.
Święto pułku przypadające 1 czerwca, w 1939 obchodzono „ściśe w ramach węwnętrznych”.
| Obsada personalna i struktura organizacyjna w marcu 1939 | Obsada personalna i struktura organizacyjna w marcu 1939 |
| Stanowisko                                               | Stopień, imię i nazwisko                                 |
| Dowództwo, kwatermistrzostwo i pododdziały specjalne     | Dowództwo, kwatermistrzostwo i pododdziały specjalne     |
| -------------------------------------------------------- | -------------------------------------------------------- |
| dowódca pułku                                            | ppłk dypl. Stanisław III Sadowski                        |
| I zastępca dowódcy                                       | ppłk Władysław Smereczyński                              |
| adiutant                                                 | kpt. Kazimierz Józef Korbiński                           |
| starszy lekarz                                           | mjr dr Stanisław Marian Józef Jasiński                   |
| młodszy lekarz                                           | ppor. lek. Bronisław Józef Chełmicki                     |
| II zastępca dowódcy (kwatermistrz)                       | mjr Michał Jan Dworski                                   |
| oficer mobilizacyjny                                     | kpt. adm. (piech.) Wilhelm Leon Wittlin                  |
| zastępca oficera mobilizacyjnego                         | kpt. adm. (piech.) Tadeusz Hawalewicz                    |
| oficer administracyjno-materiałowy                       | kpt. Marian Podwysocki                                   |
| oficer gospodarczy                                       | kpt. int. Piotr Trapp                                    |
| oficer żywnościowy                                       | chor. Władysław Ząbczyk                                  |
| oficer taborowy                                          | kpt. tab. Hipolit Lipski                                 |
| kapelmistrz                                              | ppor. adm. (kapelm.) Leszek Bursa                        |
| dowódca plutonu łączności                                | por. Bolesław Tadeusz Krzyszkowski                       |
| dowódca plutonu pionierów                                | kpt. Jarosław Walenty Klewar                             |
| dowódca plutonu artylerii piechoty                       | por. art. Czesław Władysław Sieradzan                    |
| dowódca plutonu ppanc.                                   | por. Artur Julian Feja                                   |
| dowódca oddziału zwiadu                                  | por. Karol Leopold Borkowetz                             |
| I batalion                                               |                                                          |
| dowódca batalionu                                        | mjr dypl. Franciszek Kłoskowicz                          |
| dowódca 1 kompanii                                       | kpt. Marian Głuszak                                      |
| dowódca plutonu                                          | ppor. Zbigniew Stanisław Angerer                         |
| dowódca 2 kompanii                                       | kpt. Tadeusz Paulin Godymirski                           |
| dowódca plutonu                                          | ppor. Władysław Konstanty Stapf                          |
| dowódca 3 kompanii                                       | p.o. ppor. Kazimierz Józef Jórasz                        |
| dowódca plutonu                                          | ppor. Władysław II Kozłowski                             |
| dowódca 1 kompanii km                                    | kpt. Władysław Leopold Szczurowski                       |
| dowódca plutonu                                          | por. Piotr Janczukowicz                                  |
| II batalion                                              |                                                          |
| dowódca batalionu                                        | mjr Jacek Decowski                                       |
| dowódca 4 kompanii                                       | kpt. Edmund Izydor Horak                                 |
| dowódca plutonu                                          | por. Tadeusz Wilk                                        |
| dowódca 5 kompanii                                       | por. Jan Stanisław Mikulski                              |
| dowódca plutonu                                          | ppor. Bolesław Niedbała                                  |
| dowódca 6 kompanii                                       | kpt. Jan Konstanty Zaremba                               |
| dowódca plutonu                                          | ppor. Stanisław Nydza                                    |
| dowódca 2 kompanii km                                    | kpt. Czesław Jan Gawlikowski                             |
| dowódca plutonu                                          | ppor. Kazimierz Iwulski                                  |
| III batalion                                             |                                                          |
| dowódca batalionu                                        | mjr Romuald Majewski                                     |
| dowódca 7 kompanii                                       | p.o. por. Marian Zbigniew Maresch                        |
| dowódca plutonu                                          | ppor. Tadeusz Sym                                        |
| dowódca 8 kompanii                                       | kpt. Bohdan Ziemomysł Mokłowski                          |
| dowódca plutonu                                          | ppor. Tadeusz Mieczysław Schuhart                        |
| dowódca 9 kompanii                                       | kpt. Adam Mieczysław Komorowski                          |
| dowódca plutonu                                          | ppor. Józef Walczak                                      |
| dowódca 3 kompanii km                                    | por. Jarosław Jaworski-Horoszkiewicz                     |
| dowódca plutonu                                          | ppor. Mieczysław Jan Woźniczka                           |
| na kursie                                                | kpt. adm. (piech.) Jan Michał Kolasa                     |
| na kursie                                                | por. Zygmunt Franciszek Witek                            |
| 19 kompania wartownicza „Hołosko”                        |                                                          |
| dowódca                                                  | kpt. adm. (piech.) Celestyn Latawiec                     |
| Dywizyjny Kurs Podchorążych Rezerwy 5 DP                 |                                                          |
| dowódca                                                  | mjr Józef Kędzia                                         |
| dowódca plutonu                                          | por. Zygmunt Paweł Jankowski                             |
| dowódca plutonu                                          | ppor. Tadeusz Mielecki                                   |
| dowódca plutonu                                          | por. Julian Wilhelm Eilmes (26pp)                        |
| Kurs Podchorążych Rezerwy przy 19 pp                     |                                                          |
| dowódca                                                  | mjr Karol August Bieszczanin                             |
| dowódca plutonu                                          | kpt. Gustaw Michał Szumlański                            |
| dowódca plutonu                                          | por. Włodzimierz Adam Taszycki                           |
| dowódca plutonu                                          | por. Józef Taracha                                       |
| dowódca plutonu                                          | ppor. Mikołaj Kosmacz                                    |
| Dywizyjny Kurs dla Podoficerów Nadterminowych 5 DP       |                                                          |
| dowódca                                                  | kpt. dypl. kontr. Mikołaj Matykaszwili                   |
| dowódca plutonu                                          | por. Józef Mieczysław Soj                                |
| dowódca plutonu                                          | por. Kazimierz Franciszek Dylla                          |
| 19 obwód przysposobienia wojskowego „Lwów”               |                                                          |
| kmdt obwodowy PW                                         | kpt. adm. (piech.) Władysław Kozakiewicz                 |
| kmdt powiatowy PW Żółkiew                                | kpt. adm. (piech.) Marian Walter                         |
| kmdt powiatowy PW Rawa Ruska                             | ppor. kontr. piech. Roman Mielniczek                     |
| kmdt powiatowy PW Kamionka Stmmiłowa                     | kpt. adm. (piech.) Wojciech Skwara                       |
| kmdt powiatowy PW Radziechów                             | por. piech. Jan Przybyłowicz                             |
| kmdt powiatowy PW Sokal                                  | kpt. adm. (piech.) Jan Baraniecki                        |

## Walki w kampanii wrześniowej
W kampanii wrześniowej pułk walczył w ramach oddziału wydzielonego ppłk. Sadowskiego. W pierwszych dniach września obsadził przedmoście „Włocławek”. Początkowo pozostawał bez kontaktu z nieprzyjacielem. 6 września od gen. Władysława Bortnowskiego pułk otrzymał rozkaz utrzymania przedmościa do czasu przejścia na zachodni brzeg Wisły 16 Dywizji Piechoty. Po jej przemarszu miał zniszczyć most, wycofać się na zachodni brzeg rzeki i dołączyć do 27 Dywizji Piechoty.
8 września oddziały Grupy Operacyjnej gen. Bołtucia zakończyły przeprawę. Gen. Bortnowski wydał rozkaz przesunięcia OW pod Płock. Tam pułk miał zluzować Nowogródzką Brygadę Kawalerii.
Po zniszczeniu mostu pułk rozpoczął marsz wzdłuż Wisły. We Włocławku pozostawiono jako ubezpieczenie dwie kompanie z baterią artylerii. Główne siły OW dotarły na miejsce 10 września. Ppłk Sadowski postanowił skupić wysiłek na obronie rejonu Radziwia oraz odcinka Kępa Tokarska-Tokary-Rąbierz. 11 września pułk wszedł w skład GO gen. Tokarzewskiego-Karaszewicza. W tym czasie niemiecka 3 DP zajęła Płock, nocą z 11 na 12 września Niemcy zajęli wyspę Kępa Tokarska. 12 września rozpoczęli forsowanie Wisły. Pod Radziwiem ich oddziały zostały powstrzymane. Jednak na odcinku bronionym przez I batalion, nieprzyjaciel uchwycił przyczółek i zdobył Tokary, Rąbierz i Okopy.
13 września o 6:30 ruszył polski kontratak. I batalion uderzył na Dobrzyków, III na Tokary, a II na Radziwie. Wspierał je I/5 pal. Około. 10:00 natarcie załamało się. Bataliony rozpoczęły działania opóźniające. Na skraju lasów łąckich powstrzymano nacierającą niemiecką 3 DP przy dużych stratach obu stron. Straty polskie wynosiły około 300 poległych i 700 rannych. Nocą z 13/14 września zorganizowano obronę doraźną. III batalion bronił wzgórza przy szosie Gostynin – Radziwie, II batalion skraju lasu na południowy zachód od stacji kolejowej Łąck, a I batalion obsadził dwór w Łącku.
Sytuacja stała się również groźna dla dowódcy GO. Gen. Tokarzewski-Karaszewicz skierował pod Płock dwa wzmocnione bataliony 27 DP, a na rozkaz gen. Kutrzeby kolejne dwa celem wzmocnienia obrony odcinka 19 pp, tak by siłami 15 DP wyrzucić Niemców za Wisłę. Nocą z 13/14 września 19 pułk przeszedł pod rozkazy dcy 27 DP gen. Drapelli. 14 września 19 pułk uderzał wspólnie z 24 pułkiem piechoty. W boju spotkaniowym z niemieckim 8 pułkiem piechoty obie strony poniosły znaczne straty. Broniący wzgórz na południowym skraju lasu w rejonie dworu Łąck III/19 pp został pobity.
15 września po północy ruszyło kolejne natarcie pod dowództwem dowódcy piechoty dywizyjnej 27 DP płk. Gwido Kawińskiego. Około 10.00 pułki wyszły na przedpole Bud Chocimskich. Silny opór niemieckiego 8 pp powstrzymał polskie natarcie. Próbę wyparcia Niemców za Wisłę podjęto też po południu. 19 pp i 24 pp weszły do Radziwia. Tam ranny został ppłk Sadowski. Niemcy zdołali jednak utrzymać mały przyczółek.
16 września załamał się front polski nad Bzurą. 19 pp otrzymał zadanie wyjść na rubież Gąbin – Słubice. Nowe rozkazy gen. Tokarzewskiego-Karaszewicza nakazywały odejść do Iłowa. 17 września niemieckie ataki lotnictwa zadały maszerującym kolumnom ogromne straty. Resztki pułku dotarły do przeprawy pod Witkowicami.
19 pułk piechoty Odsieczy Lwowa przestał istnieć. Małe grupy żołnierzy zdołały jednak przedrzeć się do Warszawy, gdzie zameldowały się u dowódcy macierzystej 5 DP gen. Zulaufa.
| Struktura organizacyjna i obsada personalna we wrześniu 1939 | Struktura organizacyjna i obsada personalna we wrześniu 1939 |
| ------------------------------------------------------------ | ------------------------------------------------------------ |
| Dowództwo                                                    |                                                              |
| dowódca                                                      | ppłk dypl. Stanisław III Sadowski                            |
| I adiutant                                                   | kpt. dypl. kontr. Mikołaj Matykaszwili                       |
| II adiutant                                                  | por. Karol Leopold Borkowetz                                 |
| oficer informacyjny                                          | ppor. rez. Karol Mieczysław Jarosz                           |
| oficer łączności                                             | por. Bolesław Tadeusz Krzyszkowski                           |
| kwatermistrz                                                 | kpt. Marian Podwysocki                                       |
| oficer płatnik                                               | ppor. rez. Julian Tadeusz Wilk                               |
| oficer żywnościowy                                           | chor. Władysław Ząbczylc                                     |
| naczelny lekarz                                              | ppor. rez. dr Władysław Kociubiński                          |
| kapelan                                                      | ks. Józef Kozłowski                                          |
| dowódca kompanii gospodarczej                                | ppor. rez. Emil Juliusz Hillbricht                           |
| I batalion                                                   |                                                              |
| dowódca 1 batalionu                                          | kpt. Edmund Izydor Horak                                     |
| adiutant 1 batalionu                                         | por. rez. Antoni Edward Graziadio                            |
| dowódca 1 kompanii strzeleckiej                              | kpt. Czesław Jan Gawlikowski                                 |
| dowódca 2 kompanii strzeleckiej                              | kpt. Tadeusz Godymirski                                      |
| dowódca 3 kompanii strzeleckiej                              | ppor. Kazimierz Józef Jórasz                                 |
| dowódca 1 kompanii ckm                                       | por. Piotr Janczukowicz                                      |
| II batalion                                                  |                                                              |
| dowódca II batalionu                                         | mjr Józef Kędzia                                             |
| adiutant II batalionu                                        | ppor. Jan Józef Podbielski                                   |
| dowódca 4 kompanii strzeleckiej                              | kpt. Marian Głuszak                                          |
| dowódca 5 kompanii strzeleckiej                              | por. Józef Taracha                                           |
| dowódca 6 kompanii strzeleckiej                              | por. rez. Edward Kazimierz Borkosz                           |
| dowódca 2 kompanii ckm                                       | por. Artur Julian Feja                                       |
| III batalion                                                 |                                                              |
| dowódca III batalionu                                        | mjr Karol August Bieszczanin                                 |
| adiutant III batalionu                                       | ppor. rez. Marian Rolewicz                                   |
| dowódca 7 kompanii strzeleckiej                              | kpt. Bohdan Mokłowski                                        |
| dowódca 8 kompanii strzeleckiej                              | por. Marian Zbigniew Maresch                                 |
| dowódca 9 kompanii strzeleckiej                              | por. Zygmunt Paweł Jankowski                                 |
| dowódca 3 kompanii ckm                                       | kpt. Gustaw Michał Szumlański                                |
| Pododdziały specjalne                                        |                                                              |
| dowódca kompanii zwiadowców                                  | por. Włodzimierz Adam Taszycki                               |
| dowódca kompanii przeciwpancernej                            | por. Jarosław Jaworski-Horoszkiewicz                         |
| dowódca plutonu artylerii piechoty                           | por. art. Czesław Władysław Sieradzan                        |
| dowódca plutonu pionierów                                    | por. Kazimierz Franciszek Dylla                              |
| dowódca plutonu przeciwgazowego                              | ppor. rez. Józef Dąbrowski                                   |
| dowódca plutonu łączności                                    | NN                                                           |

## Symbole pułkowe
Sztandar

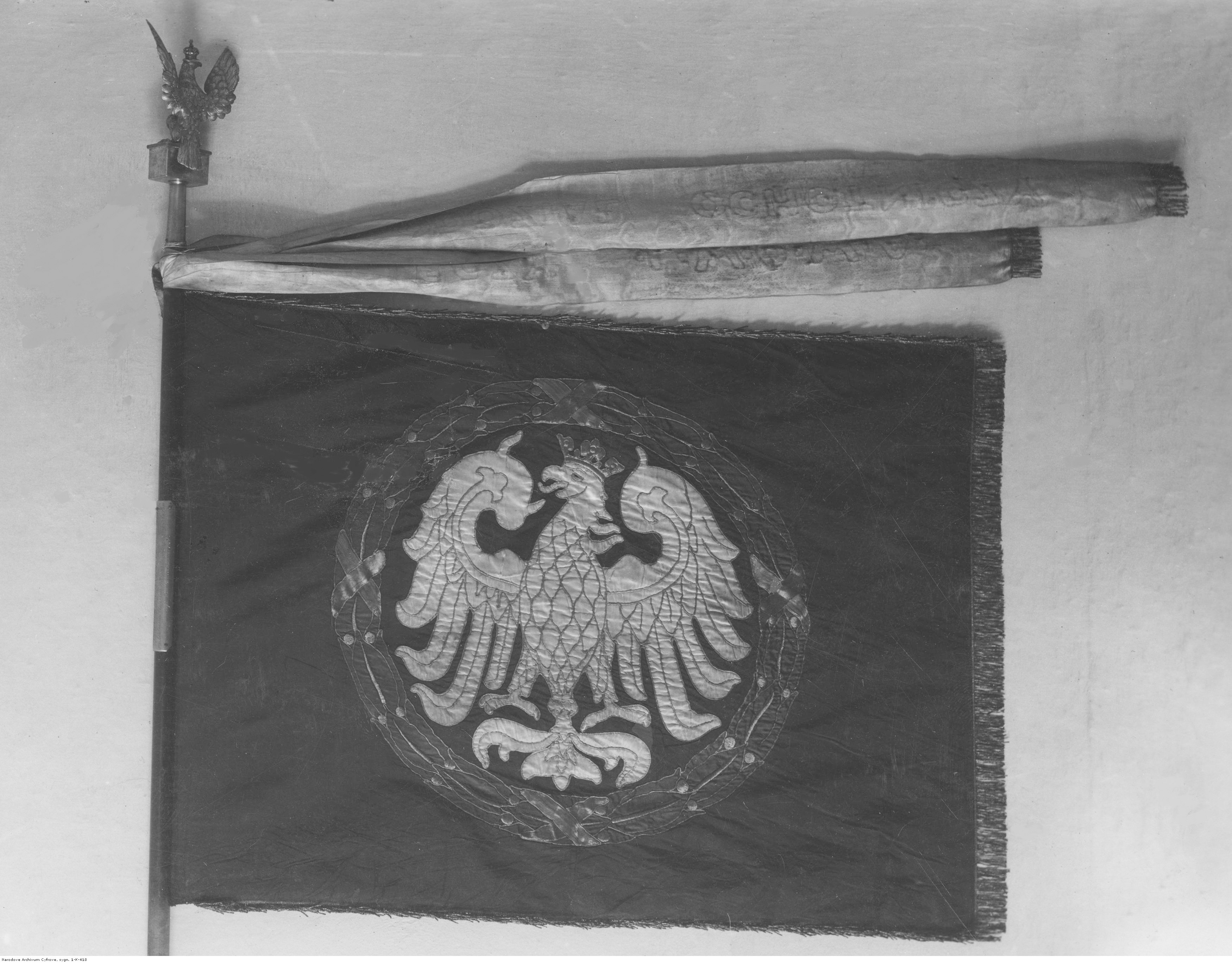
Sztandar 19 Pułku Piechoty Odsieczy Lwowa w Muzeum Wojska Polskiego w Warszawie; maj 1928

Pierwszą chorągiew ufundował Warszawski Komitet Obrony Lwowa. Uroczystość wręczenia odbyła się 23 kwietnia 1919 w Warszawie. W tym czasie pułk przebywał „w polu” a chorągiew, z rąk ministra spraw wojskowych gen. Józefa Leśniewskiego, odebrał dowódca pułku płk Adolf Dąbrowski.
Nowy sztandar, dar Komitetu Obywatelskiego Lwowa i Małopolski Wschodniej, wręczył pułkowi 1 czerwca 1928 we Lwowie gen. dyw. Edward Śmigły-Rydz.
W czasie kampanii wrześniowej sztandar był razem z pułkiem. Po spaleniu drzewców w Puszczy Kampinoskiej szef kancelarii pułkowej st. sierż. Bolesław Leśniewski, wyniósł sztandar owinięty w koc z pola bitwy, czym ukrył go w Sosnowcu, w schowku w murze fabrycznym. W 1970 tenże żołnierz przekazał sztandar do Muzeum Wojska Polskiego w Warszawie.
Odznaka pamiątkowa
22 grudnia 1928 roku Minister Spraw Wojskowych marszałek Polski Józef Piłsudski zatwierdził wzór i regulamin odznaki pamiątkowej 19 pułku piechoty. Odznaka o wymiarach 43x34 mm ma kształt owalu utworzonego przez wieniec laurowy. Wewnątrz wieńca znajduje się orzeł państwowy wzór 1927, wsparty na dwu tarczach herbowych – Warszawy i Lwowa. Nad łapami w dwa koła wpisano numer i inicjały „19 PP”. U dołu między tarczami herbowymi w owalu wiązany monogram „OL”. Wolne pola wokół owalu wypełniają trzy ornamenty roślinne. Odznaka jednoczęściowa, wykonana w tombaku srebrzonym i oksydowanym. Wykonawcą odznaki był Wiktor Gontarczyk z Warszawy.

## Żołnierze pułku
Dowódcy pułku
- płk Adolf Dąbrowski (15 IV 1919 – 27 VI 1920[26])
- płk Konstanty Oświęcimski (VI 1919)
- kpt. Eugeniusz Żongołłowicz (II 1920)
- ppłk piech. Mieczysław Kawka (od 28 VI 1920[26]
- ppłk Juliusz Zulauf (28 IX 1921 – 17 III 1927)
- ppłk dypl. Mikołaj Freund-Krasicki (III 1927 – VI 1930)
- ppłk dypl. Feliks Kwiatek (VI 1930-VI 1934)
- ppłk dypl. Kazimierz Dziurzyński (VI 1934-? 1939)
- ppłk dypl. Stanisław III Sadowski (III – IX 1939)

Zastępcy dowódcy pułku
W latach 1938–1939, w organizacji pokojowej, było to stanowisko I zastępcy dowódcy pułku.
- ppłk p.d. SG Władysław Pieniążek (VII 1922 – XI 1924)
- ppłk SG Wincenty Kwieciński (od X 1924[27])
- ppłk piech. Jakub Krzywoszyński (12 III 1926[28] – 18 II 1927 → praktyka poborowa w PKU Kamionka Strumiłowa)
- ppłk piech. Eugeniusz Żongołłowicz (5 V 1927 – VIII 1929)
- ppłk piech. Jan Niemierski (od VIII 1929 – 31 III 1930 → dowódca baonu KOP „Hoszcza”)
- ppłk piech. Wiktor Rusiecki (31 III 1930 – 7 VI 1934 → komendant PKU Jarocin)
- ppłk dypl. Ludwik Lepiarz (od VI 1934)

II zastępca (Kwatermistrz)
- mjr piech. Michał Jan Dworski (V 1933[29] – 1939)

### Żołnierze 19 pułku piechoty – ofiary zbrodni katyńskiej
Podstawowe dane osobowe ofiar Zbrodni Katyńskiej znajdują się między innymi na stronie utworzonej przez Ministerstwo Kultury i Dziedzictwa Narodowego, dane dopełnione niekiedy dodatkowymi informacjami są na stronie zrobionej przez Instytut Pamięci Narodowej, zaś biogramy ofiar przejęte z wydanych do 2024 roku ksiąg cmentarnych (czyli "Katynia", wyd. 2000, "Charkowa", wyd. 2003 oraz "Miednoje", 2 tomy, wyd. 2006) znaleźć można w bazie udostępnionej przez Muzeum Katyńskie.
| Nazwisko i imię               | stopień          | zawód                | miejsce pracy przed mobilizacją        | zamordowany |
| ----------------------------- | ---------------- | -------------------- | -------------------------------------- | ----------- |
| Bartys Jan Kanty              | ppor. rez.       | pracownik naukowy    | Muzeum Archeologiczne w Krakowie       | Katyń       |
| Hroboni Stanisław             | ppor. rez.       | inżynier mechanik    |                                        | Katyń       |
| Kopacz Bohdan                 | ppor. rez.       | nauczyciel           | Szkoła Powszechna w Przyszowie         | Katyń       |
| Midloch Edward                | kpt. rez.        | prawnik              |                                        | Katyń       |
| Stass Franciszek              | podporucznik     | żołnierz zawodowy    | dca pl 8/23 pp                         | Katyń       |
| Angerer Zbigniew              | podporucznik     | żołnierz zawodowy    | dowódca plutonu 1/19 pp                | Charków     |
| Borowiec Stanisław Bolesław   | ppor. rez.       | inżynier rolnik      | Lwowska izba Rolnicza                  | Charków     |
| Chechłowski Karol Leopold     | ppor. rez.       | inżynier chemik      |                                        | Charków     |
| Dudek Franciszek Jan          | ppor. rez.       |                      |                                        | Charków     |
| Dworski Michał Jan            | major            | żołnierz zawodowy    | kwatermistrz 19 pp                     | Charków     |
| Filar Władysław               | ppor. rez.       | leśnik               |                                        | Charków     |
| Gogulski Stefan               | kpr. pchor. rez. | urzędnik             | Poczta Polska                          | Charków     |
| Hawalewicz Tadeusz Piotr      | kapitan          | żołnierz zawodowy    | zastępca oficera mobilizacyjnego 19 pp | Charków     |
| Hussakowski Władysław Józef   | ppor. rez.       | urzędnik             | pracował we Lwowie                     | Charków     |
| Kałuski Roman Tadeusz         | ppor. rez.       | inżynier chemik      |                                        | Charków     |
| Klewar Jarosław Walenty Jerzy | kapitan          | żołnierz zawodowy    |                                        | Charków     |
| Kmiecik Zbigniew              | ppor. rez.       | prawnik              |                                        | Charków     |
| Komenda Stefan Stanisław      | ppor. rez.       | nauczyciel           |                                        | Charków     |
| Komorowski Adam Mieczysław    | kapitan          | żołnierz zawodowy    | dowódca 9/19 pp                        | Charków     |
| Korzeniowski Bohdan           | ppor. rez.       | inżynier rolnik      |                                        | Charków     |
| Majewski Romuald              | major            | żołnierz zawodowy    | (e) dowódca III/19 pp                  | Charków     |
| Matuszek Wilhelm Stanisław    | ppor. rez.       |                      |                                        | Charków     |
| Nagórzański Ludwik            | kpt. rez.        | prawnik, dr praw     | Sąd Powiatowy we Lwowie                | Charków     |
| Pałka Bolesław Jan            | ppor. rez.       | inżynier leśnik      |                                        | Charków     |
| Rucki Feliks Michał           | ppor. rez.       | nauczyciel           | szkoła w Lipiem                        | Charków     |
| Siedlarz Tadeusz Maciej       | por. rez         | nauczyciel           | szkoła w Starym Siole                  | Charków     |
| Sługocki Jan                  | por. rez         | nauczyciel           | kier. szkoły w Kamionkach              | Charków     |
| Soj Józef Mieczysław          | porucznik        | żołnierz zawodowy    | Kurs dla Podoficerów 5 DP              | Charków     |
| Stachowski Stefan             | podporucznik     | żołnierz zawodowy    |                                        | Charków     |
| Szegynko Tadeusz              | ppor. rez.       |                      |                                        | Charków     |
| Trapp Piotr                   | kpt. int.        | oficer służby stałej |                                        | Charków     |
| Walczak Józef                 | ppor.            |                      |                                        | Charków     |
| Wilk Tadeusz                  | por.             | oficer służby stałej |                                        | Charków     |
| Wittlin Wilhelm Leon          | kapitan          | żołnierz zawodowy    | oficer mobilizacyjny 19 pp             | Charków     |
| Woźniczka Mieczysław Jan      | porucznik        | żołnierz zawodowy    | dowódca plutonu 3 kkm/19 pp            | Charków     |
| Zaremba Jan Konstanty         | kapitan          | żołnierz zawodowy    | dowódca 6/19 pp                        | Charków     |
| Daniłowicz Jan                | major rezerwy    | dr praw              | sędzia Sądu Grodzkiego w Bóbrce        | ULK         |
| Iwański Stanisław             | ppor. rez.       | technik drogowy      | urzędnik we Lwowie                     | ULK         |
| Nydza Stanisław               | ppor. rez.       |                      |                                        | ULK         |
| Prochowski Jan                | ppor. rez.       | urzędnik             |                                        | ULK         |
| Schuhart Tadeusz              | podporucznik     | żołnierz zawodowy    | dowódca plutonu 8/19 pp                | ULK         |
| Witek Zygmunt                 | porucznik        | żołnierz zawodowy    | na kursie                              | ULK         |

## Upamiętnienie
4 listopada 1937 została ustalona nowa nazwa placówki edukacyjnej: Publiczna Szkoła Powszechna I stopnia im. 19 P.P. Odsieczy Lwowa w Szczercu.
Przed 1981 w kościele św. Antoniego z Padwy w Warszawie została ustanowiona tablica upamiętniająca żołnierzy 19 p.p. „Odsieczy Lwowa” poległych w bitwie nad Bzurą.